# Нури, Хоссейн
Хоссейн Ахмад Нури (перс. حسین نوری‎; род. 4 августа 1990 года) — иранский борец греко-римского стиля. Бронзовый призёр чемпионата мира 2017 в весовой категории до 85 кг. Победитель Азиатских игр 2018. Дважды становился победителем чемпионатов Азии. Выиграл кубок мира в 2016 году